# Przystanek Woodstock 2004 i 2009
30 Urodziny – dwupłytowe wydawnictwo DVD, zawierające nagrania koncertów Voo Voo, które odbyły się w czasie Przystanków Woodstock w latach 2004 i 2009.

## Lista utworów

### DVD 1
Na pierwszej płycie znajduje się materiał z koncertu, który odbył się podczas Przystanku Woodstock 30 lipca 2004 roku.
1. "Moja broń"
2. "Zejdź ze mnie"
3. "Odpływ"
4. "Nim stanie się tak, jak gdyby nigdy nic"
5. "Tupot"
6. "Konstytucje"
7. "Szczypta skrzypiec"
8. "Flota zjednoczonych sił"
9. "Łobi jabi"
10. "Karnawał"

Słowa i muzyka: Wojciech Waglewski (oprócz utworu 6 – słowa i muzyka: Lech Janerka

### DVD 2
Na drugiej płycie znajduje się materiał z koncertu, który odbył się podczas Przystanku Woodsotck 1 sierpnia 2009 roku.
1. "Barany"
2. "Nie podoba się"
3. "Puszcza"
4. "Ogień"
5. "Nie fajnie"
6. "Łan łerd łan drim"
7. „Dziki”
8. "To ładnie wychodzi"
9. "Leszek mi mówił"
10. "Komboj"
11. "Flota zjednoczonych sił"
12. "Karnawał"

Słowa i muzyka: Wojciech Waglewski
Na płycie znajduje się materiał dodatkowy: Voo Voo w obiektywie - galeria fotografii z koncertu.

## Twórcy

### Zespół Voo Voo
- Wojciech Waglewski – wokal, gitara
- Mateusz Pospieszalski – saksofony, akordeon
- Karim Martusewicz – gitara basowa
- Piotr Żyżelewicz – perkusja